# Apocephalus petiolus
Apocephalus petiolus är en tvåvingeart som beskrevs av Brown 2000. Apocephalus petiolus ingår i släktet Apocephalus och familjen puckelflugor. Inga underarter finns listade i Catalogue of Life.